# Yoko Ono
Yoko Ono Lennon, (Tokio, 18. veljače 1933.) japanska je umjetnica.
Znana je kao avangardna umjetnica i kao udovica nekadašnjeg člana Beatlesa Johna Lennona, s kojim je snimila nekoliko glazbenih albuma. Bila je također pjevačica u Plastic Ono Bandu. Od šesdesetih godina djeluje kao pacifistica i antirasistička aktivistica.

## Diskografija
[*] = s Johnom Lennonom
- Two Virgins [*] (1968.)
- Life with the Lions [*] (1969.)
- Wedding Album [*] (1969)
- Live Peace in Toronto 1969 [*] (1969.)
- Yoko Ono/Plastic Ono Band (1970.)
- Fly (1971.)
- Some Time in New York City [*] (1972.)
- Approximately Infinite Universe (1972.)
- Feeling the Space (1973.)
- A Story (1974.)
- Double Fantasy [*] (1980.)
- Season of Glass (1981.)
- It's Alright (I See Rainbows) (1982.)
- Every Man Has a Woman (1984.)
- Milk and Honey [*] (1984)
- Starpeace (1985.)
- Onobox (1992.)
- Walking on Thin Ice (1992.)
- New York Rock (1994.)
- Rising (1995.)
- Rising Mixes (1996.)
- Blueprint for a Sunrise (2001.)
- Yes, I'm a Witch (2007.)
- Open Your Box (2007.)
- Don't Stop Me! EP. (2009.)
- Between My Head and the Sky (2009.)
- Yokokimthurston - Yoko Ono / Thurston Moore / Kim Gordon (2012.)

## Filmografija
- Eye blink (1966.)
- Bottoms (1966.)
- Match (1966.t)
- Cut Piece (1965.t)
- Wrapping Piece (1967.)
- Film No. 4 (Bottoms) (1966./1967.)
- Bottoms (oglas) (1966./1967.)
- Two Virgins (1968.)
- Film No. five (Smile) (1968.)
- Rape (1969.)
- Bed-In (1969.)
- Let It Be (1970.)
- Apotheosis (1970.)
- Freedom (1970.a)
- Fly (1970.)
- Making of Fly (1970.)
- Erection (1971.)
- Imagine (1971.)
- Sisters O Sisters (1971.)
- Luck of the Irish (1971.)
- Flipside (1972.)
- Blueprint For The Sunrise (2000.)